# Anthony Pratt
Pour les articles homonymes, voir Pratt.
Anthony Pratt, né le 27 novembre 1937 à Londres, est un directeur artistique et chef décorateur britannique.

## Biographie
Il est le petit neveu de l'acteur Boris Karloff.
Parmi les films auxquels il contribue se détachent Excalibur (1981), L'Homme au masque de fer (The Man in the Iron Mask, 1998) et La Fin d'une liaison (The End of the Affair, 1999). Il est nommé à l'Oscar de la meilleure direction artistique pour Hope and Glory (1987) et Le Fantôme de l'Opéra (2004).
Il travaille également pour la télévision. Il est récompensé à deux reprises par un Emmy Awards pour les séries télévisées Rome (2007) et The Pacific (2010).

## Filmographie
Liste partielle

### Au cinéma
- 1974 : Zardoz de John Boorman
- 1974 : Un colt pour une corde (Billy Two Hats) de Ted Kotcheff
- 1977 : Le Prince et le Pauvre (The Prince and the Pauper aka Crossed Swords) de Richard Fleischer
- 1980 : La Mort en direct de Bertrand Tavernier
- 1981 : Excalibur de John Boorman
- 1984 : Give My Regards to Broad Street de Paul McCartney
- 1987 : Hope and Glory de John Boorman
- 1988 : Paris by Night de David Hare
- 1991 : Jamais sans ma fille (Not Without My Daughter) de Brian Gilbert
- 1992 : Une lueur dans la nuit (Shining Through) de David Seltzer
- 1992 : Year of the Comet de Peter Yates
- 1995 : Rangoon (Beyond Rangoon) de John Boorman
- 1996 : Michael Collins de Neil Jordan
- 1997 : Le Garçon boucher (The Butcher Boy) de Neil Jordan
- 1998 : L'Homme au masque de fer (The Man in the Iron Mask) de Randall Wallace
- 1999 : Grey Owl de Richard Attenborough
- 1999 : La Fin d'une liaison (The End of the Affair) de Neil Jordan
- 2002 : L'Homme de la Riviera (The Good Thief) de Neil Jordan
- 2004 : Le Fantôme de l'Opéra (The Phantom of the Opera) de Joel Schumacher
- 2014 : Queen and Country de John Boorman

### À la télévision
- 2001 : Frères d'armes (Band of Brothers)
- 2007 : Rome
- 2010 : The Pacific